# الجزيرة الوثائقية
تعد قناة الجزيرة الوثائقية والتي تتبع لقناة الجزيرة الإخبارية المشهورة ذات طابع خاص حيث أنها من القنوات الأوائل في مجالها الثقافي، انشئت وانطلقت في 1 يناير 2007، وأطلق الموقع الإلكتروني الخاص بها بعد عامين في 1 يناير 2009. تبث العديد من المواضيع الوثائقية بشكل منوع حيث أن الجزيرة تمتلك واحدة من أكبر المكتبات الوثاثقية المرئية على مستوى العالم، وبالتالي كان إصدار القناة التي لاقت إقبالاً كبيراً لأسباب عديدة منها شهرة قناة الجزيرة واللغة العربية المستخدمة والمواعيد الدقيقة (حيث كل برنامج له ساعة واحدة) إضافةً إلى التنوع في البث للبرامج.

## النشأة والبداية
قناة الجزيرة الوثائقية هي إحدى فروع شبكة الجزيرة، فقد تم إطلاقها في 1 يناير 2007. وهي قناة ثقافية متخصصة في عرض الأفلام الوثائقية. تعد الأولى من نوعها على مستوى العالم الناطق باللغة العربية وتنطلق من اهتمام أساسي قوامه الإنسان وبيئته المعاشة والتفاعل الحاصل فيما بينهما.

## الأهداف
تهدف هذه القناة إلى تقديم برامج ثقافية وثائقية للمشاهد العربي تتناول مواضيع شتى في ميادين العلوم والتاريخ والسياسة والأدب والفن على مدار الساعة. وترمي هذه القناة إلى إنتاج ما يقارب 15% من ما تعرضه، على أن ترتفع هذه النسبة إلى 20% في المستقبل القريب، أما الباقي، فستعتمد القناة على ترجمة برامج أخرى عالمية (ليست فقط أوروبية وأمريكية). وقد أبدت القناة استعدادها لدعم المصورين والمخرجين العرب والأجانب حول العالم ذو الكفاءة المثبتة في مجال الأفلام الوثائقية لمحاولة نشر أعمالهم عبر شاشاتها. كما يهدف قسم الإنتاج بالقناة إلى تكليف منتجين بإنتاج أفلام وثائقية عالية الجودة من كافة أنحاء العالم عن الإنسان وبيئته والتفاعل الحاصل بينهما وذلك بهدف وضع المشاهد في قلب أحداث وقصص شيقة ومثيرة، وذلك لاكتشاف ودعم التعاون مع رواد الإنتاج الوثائقي للمساعدة في خلق صناعة توثيقية في مختلف دول العالم. وهذه الأفلام ينبغي أن تعطي صورة بانورامية شاملة عن القضايا ذات الاهتمام العربي بطريقة شيقة ومثيرة.
ولكن يبقى الهدف الرئيسى للقناة هو إشاعة ثقافية التوثيقية في عالم اللغة العربية، وإلى رعاية مبدعيها وصانعيها وإلى خلق صناعة وثائقية، وتسعى لشراكة حقيقية مع روادها حول العالم..أملا في تحقيق إعلام وثائقي مختلف يخدم الإنسان وبيئته برؤية حضارية ذات رسالة وروح تنشر الأمل وتشيع ثقافة التواصل بين الشعوب والحضارات.
وأخيراً؛ تعمل قناة الجزيرة الوثائقية على أن تكون هي النافذة التي يطل منها جمهورها العربي والناطق بالعربية أينما كان على العالم فيرى من خلالها الآخر أيا من يكون، ويرى أيضا نفسه على ذات الشاشة فيتعرف على العالم من حوله ويحافظ في نفس الوقت على هويته وعلى ثقافته وحضارته.

## الفكرة والرؤية
جاءت فكرة هذة القناة من كون قناة الجزيرة تمتلك واحدة من أكبر المكتبات الوثاثقية المرئية على مستوى العالم، لكي تقدم للمشاهد كنزاً وثائقياً مصوراً هاماً في حياة الأمة العربية والعالم.
تنسجم رؤية قناة الجزيرة الوثائقية مع الرؤية العامة التي أرستها شبكة الجزيرة، والتي تحتفي بالإنسان وتضعه في مركزها وتنحاز إلى قضاياه عبر الكلمة والصورة. ولما كانت الجزيرة الوثائقية ناطقة باللغة العربية فإنها تولي اهتمامها بالدرجة الأولى للمشاهد العربي أينما كان، وتسعى من خلال إنتاج الأفلام الوثائقية وأنشطتها المختلفة التي تقديم خدمة ترفيهية مرتبطة ارتباطا وثيقاً بقيم إنسانية وثقافية تحترم المشاهد، وتلتزم بميثاق الشرف الصحفي.
تتضمن شاشة قناة الجزيرة الوثائقية أربعة أضلاع: المعلوماتية، التوعوية، الثقافية، الفنية، والعمق هو الإمتاع.
- المعلوماتية: تقديم معلومات جديدة للمشاهدين في المجالات قيد البحث في الأفلام.
- التوعوية: المساهمة في إنماء الوعي الثقافي والحضاري للمشاهد والمساهمة في تثبيت هويته الخاصة النابعة من ثقافته وتراثه.
- الثقافية: رفع الوعي بالآخر وما يدور حول الجمهور من عوالم وأفكار وسياسات وديانات وتطورات في هذا العالم السريع الحركة.
- الفنية: وهي الصياغة الفنية والجودة العالمية المطلوبة فيما نعرض من أفلام لاحترام الذائقة البصرية والجمالية لدى المشاهد وأيضا لاحترام المعايير الفنية لطبيعة هذا النوع من الفن الوثائقي.
- الإمتاع: وهي الارتقاء بمستوى المنتج المعروض كفيلم لتظل حالة المتابعة هي حالة ممتعة لكل من يشاهد الوثائقية.

## الموقع على شبكة الأنترنت
في يوم الخميس الأول من يناير 2009 أطلقت قناة الجزيرة الوثائقية موقعها على الأنترنت. أنظر التفاصيل عن إنشاء الموقع على الرابط  

## ترددات القناة
| الساتل Satellite       | نايل سات Nilesat الدرجة 7.0°W | هوتبيرد Hotbird الدرجة 13°E | عربسات Badr 4 Arabsat الدرجة 26.0°E |
| ---------------------- | ----------------------------- | --------------------------- | ----------------------------------- |
| Frequency التردد       | 12360 MHz                     | 12111 MHz                   | 12034 Mhz                           |
| Polarization الاستقطاب | أفقي                          | عمودي                       | أفقي                                |
| Symbol Rate الترميز    | 27500                         | 27500                       | 27500                               |
| Fec التصويب            | ¾                             | ¾                           | ¾                                   |

## برامج قناة الجزيرة الوثائقية
1. مطلوب عريس: فلم وثائقي
2. أعراس المغرب: فلم وثائقي
3. كنوز على رفوف بريطانيا: فلم وثائقي
4. أطفال العالم: برنامج وثائقي
5. العدسة الحرة: برنامج وثائقي
6. طرقات قاتلة: برنامج وثائقي
7. بدو السويد: فلم وثائقي
8. غير مصنف
9. فنانو الشوارع
10. تاريخ الصحافة العربية
11. العلماء المسلمون: برنامج وثائقي
12. شغف: برنامج وثائقي
13. الفن التشكيلي العربي
14. من وحي الشعوب: برنامج وثائقي 2012
15. هذا انا: برنامج وثائقي
16. مدغشقر: فلم وثائقي
17. اسرار الكون: برنامج وثائقي
18. إمبراطورية نمل الصحراء: فلم وثائقي
19. ابطال السافانا
20. أنا والدببة
21. عالم صاخب
22. عالم الجزيرة: برنامج وثائقي
23. القرن الآسيوي
24. الريشة تحكي الحروب
25. نهب البراري في الكونغو: فلم وثائقي
26. شجرة التين: فلم وثائقي
27. الحشاشون: فلم وثائقي
28. الشاطر حسن: فلم وثائقي
29. الرسالة: فلم وثائقي
30. عز الدين القسام
31. حول العالم في 80 يوما: برنامج وثائقي
32. كشف المستور: فلم وثائقي
33. هل أمريكا مستعدة لرجل اسود: فلم وثائقي
34. بصمات
35. اصوات من السماء: برنامج وثائقي
36. حكاية علم: برنامج وثائقي
37. طفل الفقاعة: فلم وثائقي
38. الوجه الآخر لروما
39. كيف يصنع طعامنا؟
40. البريد الطائر
41. أهل الجنوب
42. اسرار علمية
43. البحث عن سيبولا 2013

### افلام القناة
1. على باب الله اقتصاد الشارع
2. من يصنع القنبلة الأكبر؟
3. حرب على مسربي الأسرا
4. نفايات موقوتة

## انظر أيضّاً
- قناة الجزيرة
- ناشيونال جيوغرافيك أبو ظبي
- قناة الوثائقية

## وصلات خارجية
- الموقع الرسمى لقناة الجزيرة الوثائقية
- البث الحي للقناة